# 夏威夷華人
華人佔夏威夷州人口4.7%，其中75%是來自廣東的中山市。這數字不包括華人和夏威夷原住民的混血兒。如果所有在夏威夷有中國血統的人（包括中國-夏威夷人混血）都包括在內，它們则構成了夏威夷全部人口的三分之一。作為美國公民，他們是華裔美國人一部分。這個群體的一小部分有客家人祖先。

## 歷史
史料記載，夏威夷最早的華人移民來自廣東省：1778年庫克船長的旅程中的一些水手是中国人，1788年的凱納，1789年與一個美國商人在18世紀後期定居在夏威夷。
到1790年，一小撮華人住在歐胡島，他們和酋長卡美哈梅哈大帝一起生活。因為這些中國男人沒有帶來任何中國女人，他們與夏威夷原住民婦女通婚。他們變得同化，創造出像夏威夷人這樣的夏威夷姓氏，如阿卡、阿希納等，其中中國來源的詞彙以柔和的夏威夷語發音。與夏威夷婦女通婚的做法一直延續到了19世紀，當時中國婦女在夏威夷仍然很少見。
華人到19世紀中後期才大規模移民到夏威夷，當時有46000人移民到島上。儘管許多人在夏威夷擔任糖廠的勞工，但他們專注於為子女提供教育。當合同到期時，許多人決定留在夏威夷，在唐人街等地開辦企業。到1950年，大多數在夏威夷的華裔美籍男子都受過良好的教育和工作。今天在夏威夷的華裔美國人中有95％生活在檀香山，從事專業工作。
早期華人移民到夏威夷的人數很少，而到美國大陸的是人數更少的客家人，客家人和廣東人（主要是指中山人和四邑人）之間的敵意很多。在19世紀上半葉，夏威夷的華人約有30％是客家人，而美國西岸只有約3％是客家人。19世紀最大的移民浪潮是在美國和夏威夷王國1876年的條約導致勞動力需求增加。

## 宗教
夏威夷華人多是基督徒，但也有信仰佛教、道教和中國民間信仰。一些夏威夷原住民的信仰也成為他們宗教的一部分。少數堅持中國民間信仰的人會祭拜祖先。